# Obre (Paderne)
Obre o San Andrés de Obre (llamada oficialmente Santo André de Obre) es una parroquia española del municipio de Paderne, en la provincia de La Coruña, Galicia.

## Entidades de población
Entidades de población que forman parte de la parroquia:
- Campeiro (O Campeiro)
- Fonte (A Fonte)
- Francés (O Francés)
- Pena (A Pena)
- Rúa (A Rúa)
- San Pedro

## Demografía
| Gráfica de evolución demográfica de Obre entre 2000 y 2019 |
|                                                            |
| Datos según el nomenclátor publicado por el INE.           |